# August Höhn
Pour les articles homonymes, voir Hohn (homonymie).
August Höhn (né le 19 août 1904 à Lipporn ; mort le 7 août 1982 à Düsseldorf  ) était un SS-Untersturmführer allemand et chef du camp de détention préventive dans le camp de concentration de Sachsenhausen .

## Biographie
Hoehn a terminé à la fin de son école primaire un apprentissage de tailleur puis a exercé sa profession, jusqu'à devenir maître tailleur. Après la prise du pouvoir par les Nazis en 1933, il est devenu membre du NSDAP et des SS . Au début de la Seconde Guerre mondiale, il est affecté à l'équipe de sécurité du camp de concentration de Sachsenhausen. À partir de mai 1941, il a fait marie de l'état -major du camp. D'octobre 1942 à août 1943, il a été chef de camp annexe de Berlin Lichterfelde  puis officier adjoint chargé du camp principal de Sachsenhausen.
Après la fin de la guerre, Höhn, capturé par les  soviétiques, Höhn a été inculpé  pour crime de guerre avec 15 autres accusés puis jugé dans le procès de Sachsenhausen devant un tribunal militaire soviétique. Le 31 En octobre 1947, il fut reconnu coupable et condamné à la réclusion à perpétuité avec travaux forcés, puis emprisonné dans le camp de travail de Vorkuta du Goulag.
En janvier 1956, Höhn a été remis à la République fédérale d'Allemagne. Le ministère fédéral de la Justice a été informé de l'endroit où se trouvaient les nazis libérés. En juillet 1956, Hohn a été placé en détention. Devant le tribunal de Düsseldorf, Höhn et les deux autres accusés Otto Böhm et Horst Hempel ont été inculpés des crimes suivants commis dans le camp de concentration de Sachsenhausen:
- «Exécution d’au moins 200 prisonniers dans le cadre du« traitement spécial » des prisonniers de guerre russes (par une balle dans le cou).
- Strangulation ou pendaison de prisonniers sur la place d'appel.
- Meurtre dans le crématorium de 27 prisonniers du commando du cuir.
- Meurtre par balle, pendaison et gazage d'individus et de groupes de personnes transférés à KL Sachsenhausen à cet effet.
- Exécution de 82 prisonniers dans le cadre de l'opération Scharnhorst, qui prévoyait le meurtre de certains prisonniers lors de l'évacuation du camp.
- Meurtre d'au moins 2000 prisonniers malades lors de l'évacuation du camp au début de 1945.
- Meurtre d'environ 230 prisonniers juifs transférés à Sachsenhausen lors de l'évacuation du camp annexe de Lieberose
- Plusieurs prisonniers ont été abattus lors de la marche d'évacuation de Sachsenhausen en direction de Lübeck ».

Le 15. En octobre 1960, a été condamné à la réclusion à perpétuité  pour sept meurtres, deux homicides involontaires et avoir aidé et encouragé un  assassinat dans cinq cas. Le jugement a été confirmé dans la procédure d' appel de 1962 par la  Cour fédérale de justice. Il a été libéré en mai 1973